# Ożarowice
Ożarowice is een dorp in de Poolse woiwodschap Silezië. De plaats maakt deel uit van de gemeente Ożarowice en telt 1700 inwoners.

## Verkeer en vervoer

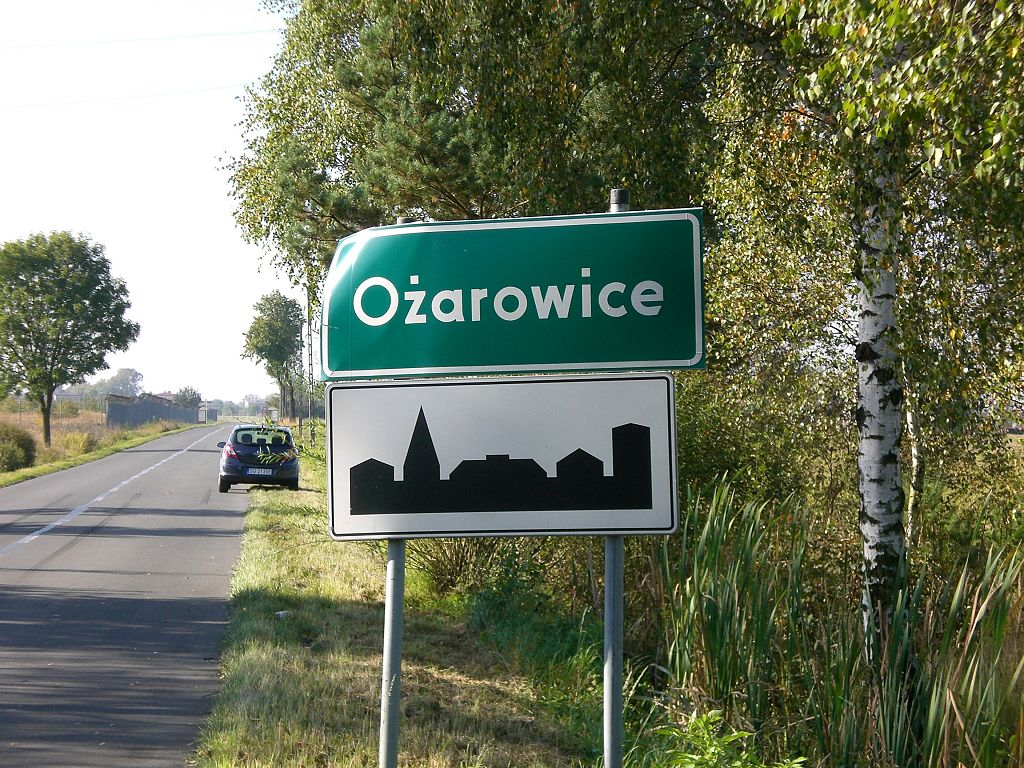

- Station Ożarowice